# Essex Olympian Football League
De Essex Olympian Football League is een Engelse regionale voetbalcompetitie en bestaat sinds 1966. De competitie bestaat uit vier divisies, waarvan de hoogste, de Premier Division, onderdeel is van het elfde niveau in de Engelse voetbalpiramide. De kampioen van de Premier Division komt in aanmerking voor promotie naar de Essex Senior League. Tussen 1986 en 2005 was de competitie bekend onder de naam Essex Intermediate League.
In 2008 was Takeley de laatste club die promoveerde naar de Essex Senior League. Bovendien had daarvoor al meer dan tien jaar geen enkele club die stap gemaakt. Om die reden zoekt de competitie haar nieuwe leden in andere (meestal lagere) competities die soms niet eens deel uitmaken van de voetbalpiramide.

## Vorige kampioenen

### Periode 1966-1981
De competitie bestond in eerste instantie uit dertien clubs. In het seizoen 1969/70 piekte de competitie met achttien deelnemers.
| Seizoen | Kampioen               |
| ------- | ---------------------- |
| 1966/67 | Burnham Ramblers       |
| 1967/68 | Writtle                |
| 1968/69 | Basildon Town          |
| 1969/70 | Billericay Town        |
| 1970/71 | Billericay Town        |
| 1971/72 | Sawbridgeworth         |
| 1972/73 | Chadwell Heath         |
| 1973/74 | Chadwell Heath         |
| 1974/75 | Chadwell Heath         |
| 1975/76 | Essex Police           |
| 1976/77 | Collier Row Motor Gear |
| 1977/78 | Runwell Hospital       |
| 1978/79 | Rayleigh Town          |
| 1979/80 | Essex Police           |
| 1980/81 | Rayleigh Town          |

### Periode 1981-1989
In 1981 werd er een tweede divisie geïntroduceerd. Dit systeem is negen seizoenen volgehouden.
| Seizoen | Division One       | Division Two      |
| ------- | ------------------ | ----------------- |
| 1981/82 | Herongate Athletic | Rayleigh Athletic |
| 1982/83 | Herongate Athletic | Dunmow            |
| 1983/84 | Rayleigh Town      | Essex Police      |
| 1984/85 | Rayleigh Town      | Shell Club        |
| 1985/86 | Essex Police       | Cossor Sports     |
| 1986/87 | Essex Police       | Hambros Bank      |
| 1987/88 | Takeley            | Standard (Harlow) |
| 1988/89 | Benfleet           | Upminster         |

### Periode 1989-2007
In 1989 werd een derde divisie aan de competitie toegevoegd.
| Seizoen | Division One              | Division Two              | Division Three            |
| ------- | ------------------------- | ------------------------- | ------------------------- |
| 1989/90 | Rayleigh Town FC          | Kelvedon Hatch            | Great Baddow              |
| 1990/91 | Herongate Athletic        | Concord Rangers           | Great Wakering Rovers     |
| 1991/92 | Standard (Harlow)         | Great Wakering Rovers     | Loughton                  |
| 1992/93 | Standard (Harlow)         | South Woodham Ferrers     | Danbury Trafford          |
| 1993/94 | Kelvedon Hatch            | Takeley                   | Ongar Town                |
| 1994/95 | Writtle                   | Sporting Club Henderson   | Great Baddow              |
| 1995/96 | Kelvedon Hatch            | Frenford Senior           | Hutton                    |
| 1996/97 | Kelvedon Hatch            | Runwell Hospital          | Bishop's Stortford Swifts |
| 1997/98 | Danbury Trafford          | Bishop's Stortford Swifts | Shell Club                |
| 1998/99 | Bishop's Stortford Swifts | Sandon Royals             | Basildon Town             |
| 1999/00 | Bishop's Stortford Swifts | Nortel (Harlow)           | Wanstead Town             |
| 2000/01 | Rayleigh Town             | Canning Town              | Linford Wanderers         |
| 2001/02 | Takeley                   | Epping                    | Stambridge United         |
| 2002/03 | Bishop's Stortford Swifts | White Ensign              | Debden Sports             |
| 2003/04 | White Ensign              | Debden Sports             | Faces                     |
| 2004/05 | White Ensign              | White Notley              | Linford Wanderers         |
| 2005/06 | Harold Wood Athletic      | Canning Town]             | Ongar Town                |
| 2006/07 | White Ensign              | Benfleet                  | Potter Street             |

### Periode 2007-2010
In 2007 werden de divisies hernoemd tot Premier Division, Division One en Division Two.
| Seizoen | Premier Division     | Division One     | Division Two      |
| ------- | -------------------- | ---------------- | ----------------- |
| 2007/08 | White Ensign         | Potter Street    | Linford Wanderers |
| 2008/09 | Harold Wood Athletic | Westhamians      | Sungate           |
| 2009/10 | Harold Wood Athletic | May & Baker Club | Romford Reserves  |

### Periode 2010-heden
In 2010 is Division Three toegevoegd aan de competitie als vierde divisie.
| Season  | Premier Division           | Division One              | Division Two     | Division Three   |
| ------- | -------------------------- | ------------------------- | ---------------- | ---------------- |
| 2010/11 | Kelvedon Hatch             | Hutton                    | Wadham Lodge     | Springfield      |
| 2011/12 | Frenford Senior            | Southminster St Leonards  | Springfield      | Old Barkabbeyans |
| 2012/13 | Frenford Senior            | Bishop's Stortford Swifts | Old Barkabbeyans | Debden Sports    |
| 2013/14 | Southminster St. Leonard's | Newham United             | Ongar Town       | Rochford Town    |
| 2014/15 | Harold Wood Athletic       | Harold Hill               | Basildon Town    | Catholic United  |